# 福村虎治郎
福村 虎治郎（ふくむら とらじろう、1914年1月22日 - 2002年2月20日）は、日本の英語学者。
北海道出身。1939年東京帝国大学文学部英文科卒。1961年「英語態の研究」で東京大学文学博士。北海道大学文学部助教授、教授、78年定年退官、名誉教授、帝京大学文学部教授。85年退職。

## 著書
- 『英文法シリーズ 第11巻 時制と態』研究社出版 1954
- 『英語態(Voice)の研究』北星堂書店 1965
- 『英語学論集 伝統主義と新言語学』篠崎書林 1977
- 『英語と英語学 伝統主義と変形生成文法』大修館書店 1989
- 『豊平川 一英語教師の追憶と懸念』善本社 1992

### 共編著
- 『続・英語語法大事典』渡辺登士、小西友七、三浦新市、空西哲郎、安藤貞雄共編著 大修館書店 1976
- 『英語語法大事典 第3集』渡辺登士、小西友七、三浦新市、空西哲郎、安藤貞雄共編著 大修館書店 1981
- 『グローバル英和辞典』佐々木達,木原研三共著 三省堂 1983
- 『新グローバル英和辞典』木原研三共編 三省堂 1994
- 『英語語法大事典 第4集』渡辺登士、河上道生、村田勇三郎、小西友七共編著 大修館書店 1995

## 論文
- Cinii